# The Zone (album)
The Zone – pierwszy album kompilacyjny brytyjskiego zespołu Enter Shikari, wydany 12 listopada 2007 przez Ambush Reality. Zawiera nagrane wcześniej dema, b-side'y i remiksy. Pierwsze wydania zawierają dwa dodatkowe ukryte utwory, które znalazły się na płytach przez przypadek.

## Lista utworów
1. "The Feast" - 2:52
2. "Kickin' Back on the Surface of Your Cheek" - 3:37
3. "Keep It on Ice" - 2:53
4. "Adieu" (Routron 5000 Remix) - 7:22
5. "Sorry, You're Not a Winner" (Zane Lowe BBC Session) - 4:23
6. "Mothership" (Demo) - 4:49
7. "Acid Nation" - 3:12
8. "Enter Shikari" (Demo) - 2:57

Ukryte utwory
1. "Return to Energiser" (Zane Lowe BBC Session) - 5:24
2. "Keep It on Ice" (Zane Lowe BBC Session) - 2:56